# Sovjetunionens väpnade styrkor
Sovjetunionens väpnade styrkor avser de samlade väpnade styrkorna hos Ryska SFSR mellan 1917 och 1922 och Sovjetunionen och Ryssland mellan 1922 och 25 december 1993. 1925 bestod den av fyra grenar: Röda Armen, flygvapnet, flottan och OGPU. Senare gjordes OGPU fristående för att 1934 införlivas i NKVD. NKVS:s och senare MVDs inrikestrupper och gränstrupper räknades till de väpnade styrkorna även om de inte kontrollerades av försvarsministeriet. 1948 bildades den särskilda luftförsvarstyrkan Vojska PVO. 1960 tillkom de strategiska rakettrupperna.